# Giacomo Antonio Perti

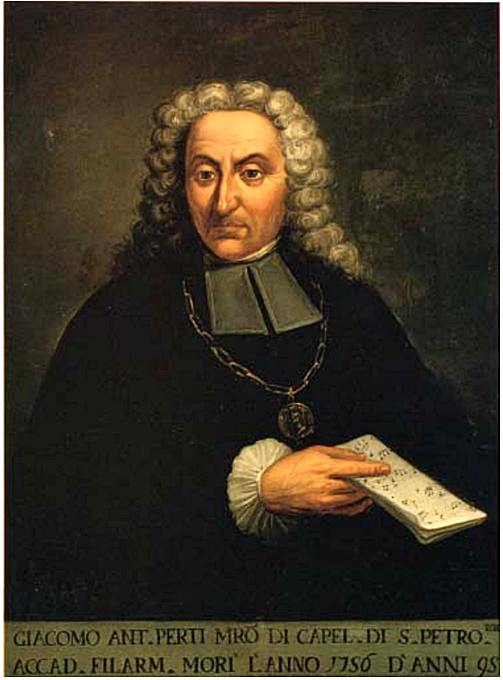
Giacomo Antonio Perti (um 1760; Museo internazionale e biblioteca della musica, Bologna)

Giacomo Antonio Perti (* 6. Juni 1661 in Crevalcore; † 10. April 1756 in Bologna) war ein italienischer Kirchenmusiker und Komponist.

## Leben
Perti studierte bei seinem Onkel Lorenzo Perti und Rocco Laurenti, später auch bei Petronio Franceschini und hielt sich danach in Venedig, Rom und Parma auf. Im Jahre 1690 wurde er als Nachfolger seines Onkels Kapellmeister an San Pietro und 1696 für 60 Jahre Kapellmeister an der Basilika San Petronio in Bologna. Daneben leitete er lange Zeit die Accademia Filarmonica. Mit dem Bologneser Stadtsekretär und späteren kurpfälzischen Hofkammerrat Giorgio Maria Rapparini, der auch ein Opernlibretto für ihn verfasst hatte, war er befreundet.
Zu seinen Schülern zählten Giuseppe Torelli, Giovanni Battista Martini (Padre Martini) und Pirro Albergati. Laut Padre Martini erhielt er 1697 ein Angebot, als Nachfolger von Antonio Draghi die Stelle des Hofkapellmeisters in Wien zu übernehmen, welches er ausschlug.

## Musik
Bolognas Bedeutung als kirchenmusikalisches Zentrum im Hoch- und Spätbarock wurde wesentlich von Perti mitgetragen, der ganze 60 Jahre Kapellmeister an S. Petronio war, wo er über ein außergewöhnlich großes Aufgebot an Sängern und Instrumentalisten verfügen konnte. Pertis Messkompositionen sind auf Kyrie und Gloria beschränkt, außerdem gibt es einzelne Credo-Vertonungen. Typisch ist die Mischung von Stile antico und moderno, sowie der Einsatz von Instrumenten.
Perti repräsentiert das Bologneser Oratorium mit 15 zwischen 1679 und 1723 entstandenen Werken wie dem einteiligen Oratorio della Passione (1685), das bereits kurze Da-capo-Arien enthält. Pertis Oratorien trugen auch zur Bedeutung von Modena als „Heimstatt der Oratorienpflege“ bei.
Verglichen mit seinen Bologneser Kollegen Maurizio Cazzati und Giovanni Paolo Colonna ist der Anteil an Opern an Pertis Werk besonders groß. Wie seine Oratorien und Kammerkanaten sind sie durch melodischen Erfindungsreichtum, Formenvielfalt und die Verwendung konzertierender Soloinstrumente mit unabhängigem melodischem Material gekennzeichnet.
Perti komponierte Messen, Oratorien, Passionen, Psalmen, Hymnen und Kantaten, daneben auch Serenaden und mehrere Opern.

## Werke

### Opern
- Atide, 1679 (erster und zweiter Akt stammen von Giuseppe Felice Tosi und Pietro degli Antonii; Libretto: Tommaso Stanzani)
- Due Gigli porporati nel Martirio di santa Serafia e santa Sabina, 1679 (Libretto: Lotto Lotti)
- Marzio Coriolano, Venedig 1683 (Libretto: Francesco Silvani)
- Oreste in Argo, Modena 1685 (Libretto: Giacomo Antonio Bergamori)
- L’Incoronazione di Dario, Bologna 1686 (Libretto: Adriano Morselli)
- La Flavia, Bologna 1686 (Libretto: Giorgio Maria Rapparini[7])
- La Rosaura, Venedig 1689 (Libretto: Antonio Arcoleo)
- Dionisio Siracusano, Parma 1689 (Libretto: Matteo Noris)
- Brenno in Efeso, Venedig 1690 (Libretto: Antonio Arcoleo)
- L’Inganno scoperto per Vendetta, Venedig 1691 (Libretto: Francesco Silvani)
- Il Pompeo, Genua 1691 (Libretto: Nicolò Minato)
- Furio Camillo, Venedig 1692 (Libretto: Matteo Noris)
- Nerone fatto Cesare, Venedig 1693 (Libretto: Matteo Noris)
- La Forza della Virtù, 1694
- Laodicea e Berenice, Venedig 1695 (Libretto: Matteo Noris)
- Penelope la Casta, 1696
- Fausta restituita all’Impero, 1697
- Apollo Geloso, 1698
- Lucio Vero, 1700 (erster Akt stammt von Martino Bitti; Libretto: Apostolo Zeno)
- Astianatte, 1701 (Libretto: Antonio Salvi)
- Dionisio Re di Portogallo, 1707 (Libretto: Antonio Salvi)
- Venceslao, ossia Il fraticida innocente, Bologna 1708
- Ginevra Principessa di Scozia, 1708 (Libretto: Antonio Salvi)
- Berenice Regina d’Egitto, 1709 (Libretto: Antonio Salvi)
- Demetrio, 1709
- Rodelinda Regina de’ Longobardi, 1710 (Libretto: Antonio Salvi)
- Un prologo per il Cortegiano, 1739

### Oratorien
- I due Gigli proporati nel Martirio di Santa Serafia e Santa Sabina, 1679
- Abramo Vincitor de’ propri affetti, Bologna 1683 (1689 als Agar scacciata; Libretto: Gregorio Malisardi)
- Mosè Conduttor del Popolo ebreo, Modena 1685 (Libretto: Giovanni Battista Giardini)
- Oratorio della Passione, Bologna 1685 (1703 als Gesù al Sepolcro; Libretto: Giacomo Antonio Bergamori)
- La Beata Imelde Lambertini bolognese, Bologna 1686 (Libretto: Giacomo Antonio Bergamori zugeschrieben)
- Oratorio a 6 Voci con Concertino e Concerto grosso all’Usanza di Roma (1687 angekündigt, vielleicht unvollendet)
- Agar scacciata, 1689
- La Passione di Cristo, Bologna 1694 (Libretto: anonym)
- S. Galgano Guidotti, Bologna 1694 (Libretto: Giacomo Antonio Bergamori)
- Cristo al Limbo, Bologna 1698 (Libretto: anonym)
- Oratorio della Nascita del Signore (Libretto: anonym)
- Il figlio prodigo (Libretto: Benedetto Pamphili)
- La Lingua profetica del Taumaturgo di Paola, Florenz 1700 (Libretto: Giacomo Antonio Bergamori)
- La Morte del Giusto overo il Transito di San Giuseppe, Venedig 1700 (Libretto: Bernardo Sandrinelli)
- Gesù al Sepolcro, 1703
- San Giovanni, 1704
- La Sepoltura di Cristo, Bologna 1704 (Libretto: anonym)
- San Francesco
- San Petronio, Bologna 1720
- La Passione del Redentore, Bologna 1721 (Libretto: anonym)
- I Conforti di Maria Vergine addolorata per la Morte del suo divin Figliuolo, Bologna 1723 (Libretto: Carlo Innocenzo Frugoni)
- L’Amor Divino, 1723

### Messen, Motetten, Psalmen, Hymnen, Kantaten
- Motette Plaudite, mortales (1678)
- Cantate morali e spirituali, opus 1 (Bologna 1688)
- Cantate laeta carmina (Florenz 1706)
- Messa e salmi concertati a quattro voci con strumenti e ripieni, opus 2 (Bologna 1735)

### Instrumentalmusik
- Sonata a quattro (1755; Bologna, Archivio musicale della Basilica di San Petronio, Ms. L.P.XIII.5)

## Bibliographie
- Artikel Giacomo Antonio Perti, in: The New Grove Dictionary of Music and Musicians, herausgegeben von Stanley Sadie in 20 Bänden, London, Macmillan Publishers Ltd., 1980. ISBN 1-56159-174-2.
- Marcello De Angelis, Il teatro di Pratolino tra Scarlatti e Perti. Il carteggio di Giacomo Antonio Perti con il principe Ferdinando de’ Medici (1705–1710), in: Nuova Rivista musicale italiana, XXI, 1987, S. 606–640.
- Jean Berger, The Sacred Works of Giacomo Antonio Perti, in: Journal of the American Musicological Society, XVII, 1964, S. 370–377.
- Galliano Ciliberti und Giovanni Tribuzio (Hrsg.), „E nostra guida sia la Stravaganza“. Giuseppe Corsi da Celano musicista del Seicento, mit Studien von Mafalda Baccaro und Paolo Peretti, Bari, Florestano Edizioni, 2014, SS. 172.
- Mario Fabbri, Nuova luce sull’attività fiorentina di Giacomo Antonio Perti, Bartolomeo Cristofori e Giorgio F. Haendel: valore storico e critico di una „Memoria“ di Francesco M. Mannucci, in: Chigiana, XXI, 1964, S. 143–190.
- Osvaldo Gambassi, L’Accademia Filarmonica di Bologna. Fondazione, statuti e aggregazioni (= Historiae musicae cultores, LXIII), Florenz, Olschki, 1992.
- Francesco Lora, Nel teatro del Principe. I drammi per musica di Giacomo Antonio Perti per la Villa medicea di Pratolino, Bologna und Turin, Albisani – De Sono, 2016.
- Francesco Lora, Giacomo Antonio Perti: il lascito di un perfezionista. Aspetti della personalità per una nuova ipotesi sull’entità numerica e qualitativa delle opere, in: Un anno per tre filarmonici di rango. Perti, Martini e Mozart, a cura di Piero Mioli, Bologna, Pàtron, 2008, SS. 47–76.
- Francesco Lora, Introduzione / Introduction, in: Giacomo Antonio Perti, Integrale della musica sacra per Ferdinando de’ Medici, principe di Toscana (Firenze 1704–1709), herausgegeben von Francesco Lora in zwei Bänden (= Tesori musicali emiliani, 2-3), Bologna, Ut Orpheus, 2010–2011, I, S. V-XVIII, und II, S. V-XVIII.
- Francesco Lora, I mottetti di Giacomo Antonio Perti per Ferdinando de’ Medici principe di Toscana. Ricognizione, cronologia e critica delle fonti, tesi di laurea, Università di Bologna, a. a. 2005 f. (umfasst die kritische Ausgabe der Partituren).
- Francesco Lora, Mottetti grossi di Perti per le chiese di Bologna: una struttura con replica conclusiva del primo coro, senza „Alleluia“, Rassegna storica crevalcorese, Nr. 4, Dezember 2006, S. 26–57.
- Ausilia Magaudda und Danilo Costantini, Aurora Sanseverino (1669–1726) e la sua attività di committente musicale nel Regno di Napoli. Con notizie inedite sulla napoletana congregazione dei Sette Dolori, in: Giacomo Francesco Milano e il ruolo dell’aristocrazia nel patrocinio delle attività musicali nel secolo XVIII. Atti del Convegno Internazionale di Studi (Polistena – San Giorgio Morgeto, 12-14 ottobre 1999), herausgegeben von Gaetano Pitarresi, Reggio Calabria, Laruffa, 2001, S. 297–415.
- Juliane Riepe, Gli oratorii di Giacomo Antonio Perti: cronologia e ricognizione delle fonti, in: Studi musicali, XXII, 1993, S. 115–232.
- Anne Schnoebelen, Performance Practices at San Petronio in the Baroque, in: Acta Musicologica, XLI, 1969, S. 37–53.
- Giuseppe Vecchi, Giacomo Antonio Perti (1661–1756), Bologna, Accademia Filarmonica, 1961.
- Carlo Vitali, Preghiera, arte e business nei mottetti di Perti, in: MI, Band XII, Nr. 4, Oktober–November 2002, S. 29 f.
- Rodolfo Zitellini, Introduction, in: Giacomo Antonio Perti, Five-voice Motets for the Assumption of the Virgin Mary (= Recent Researches in the Music of the Baroque Era, 147), herausgegeben von Rodolfo Zitellini, Madison, A-R Editions, 2007, S. IX-XIV.

## Partituren
- Sinfonia zu L’Inganno scoperto per vendetta, bearbeitet von Keith Wright und Mark Latham, Breitkopf & Härtel, Wiesbaden, 1999, 20 S. ISMN M-004-48847-8.